# Leonel Álvarez
Leonel de Jesús Álvarez Zuleta (Remedios, 29 luglio 1965) è un allenatore di calcio ed ex calciatore colombiano, di ruolo centrocampista, tecnico dell'Atlético Bucaramanga.

## Caratteristiche tecniche
Centrocampista ha ricoperto il ruolo di mediano davanti alla difesa nella nazionale di calcio colombiana dei mondiali di Italia 1990 e Stati Uniti 1994.

## Carriera

### Club
Álvarez ha iniziato la sua carriera nell'Independiente Medellín nel 1983. Ha fatto parte dell'Atlético Nacional che vinse la Coppa Libertadores 1989 (realizzò l'ultimo rigore della serie ad oltranza che assegnò la coppa ai colombiani), e ha vinto due campionati colombiani nel 1990 e nel 1995.
Nel 1990 ha giocato in Spagna, nel Real Valladolid, sua unica esperienza europea, giocando 35 presenze senza mai segnare.
Ha militato nella Major League Soccer nei Dallas Burn e nei New England Revolution, venendo nominato tra i migliori 11 della stagione 1996. Ha chiuso la carriera in patria, nel Deportes Quindío.

### Nazionale
Ha giocato 101 partite segnando 1 gol (contro l'Ecuador a Medellín nel 1987) e ha giocato i mondiali di Italia 1990 e Stati Uniti 1994 e le edizioni 1987, 1989, 1991, 1993 e 1995 della Copa América.

### Dopo il ritiro
Ricopre il ruolo di assistente tecnico del Deportivo Pereira, sua ex squadra. Dal 2008 è assistente di Santiago Escobar nell'Independiente Medellín la sua prima squadra. Dopo cattivi risultati il 19 maggio 2009 Santiago Escobar viene esonerato, e Leonel Álvarez viene promosso come allenatore.
Dal 4 maggio 2010 è assistente del CT nazionale di calcio colombiana Hernán Darío Gómez. Il 25 maggio lascia la guida dell'Independiente Medellín. Dopo le dimissioni di Hernán Darío Gómez il 9 settembre 2011 diventa CT ad interim della nazionale di calcio colombiana. Il 6 gennaio 2012 viene sostituito da José Pekerman.
Il 6 luglio firma con gli Itagüí. Il 31 dicembre passa alla guida del Deportivo Cali. Il 26 febbraio 2014 viene esonerato.

## Palmarès

### Giocatore

#### Club

##### Competizioni nazionali
- Campionato colombiano: 2

América de Cali: 1990, 1992

##### Competizioni internazionali
- Coppa Libertadores: 1

Atlético Nacional: 1989
- Coppa Interamericana: 1

Atlético Nacional: 1989

#### Individuale
- Equipo Ideal de América: 3

1990, 1993, 1995
- MLS Best XI: 1

1996

### Allenatore
- Campionato colombiano: 2

Ind. Medellín: 2009-II, 2016-I
- Súper Liga: 1

Deportivo Cali: 2014